# Лахновщина
Лахновщина (укр. Лахнівщина) — село,
Сакунихский сельский совет,
Недригайловский район,
Сумская область,
Украина.
Код КОАТУУ — 5923585706. Население по переписи 2001 года составляло 49 человек .
село указано на специальной карте Западной части России Шуберта 1826-1840 годов как  хутор Лахновщина    

## Географическое положение
Село Лахновщина находится на берегу безымянного пересыхающего ручья, который через 6 км впадает в реку Хорол.
На ручье сделана запруда.
На расстоянии в 1 км расположены сёла Великая Диброва и Гавришево.
Рядом проходит автомобильная дорога Т-1917.